# Daisen-in
 (août 2021).
Si vous disposez d'ouvrages ou d'articles de référence ou si vous connaissez des sites web de qualité traitant du thème abordé ici, merci de compléter l'article en donnant les références utiles à sa vérifiabilité et en les liant à la section « Notes et références ».
Pour les articles homonymes, voir Daisen.
Cette page contient des caractères spéciaux ou non latins. S’ils s’affichent mal (▯, ?, etc.), consultez la page d’aide Unicode.

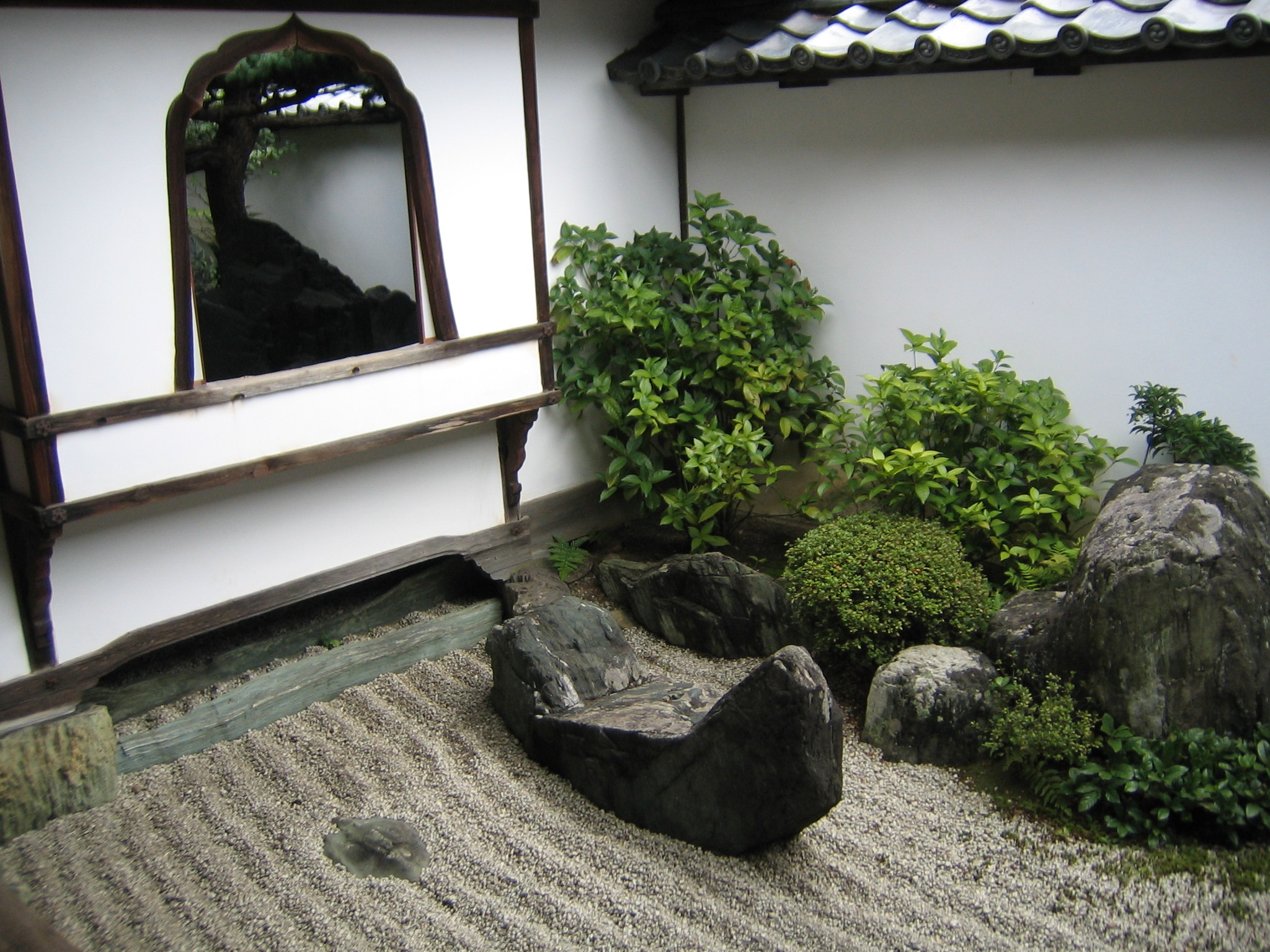
Le bateau du trésor et la tortue.

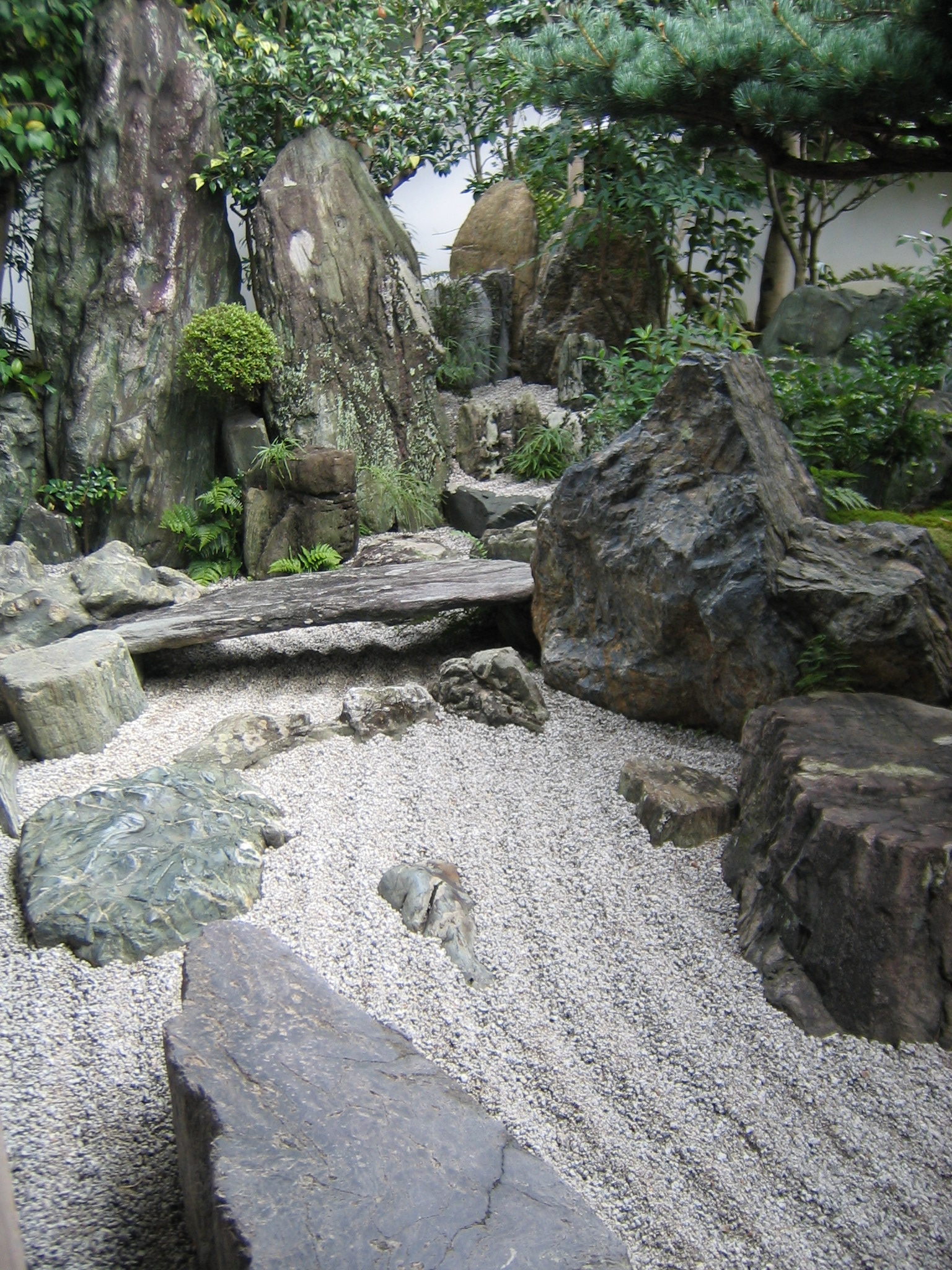
La cascade sèche.

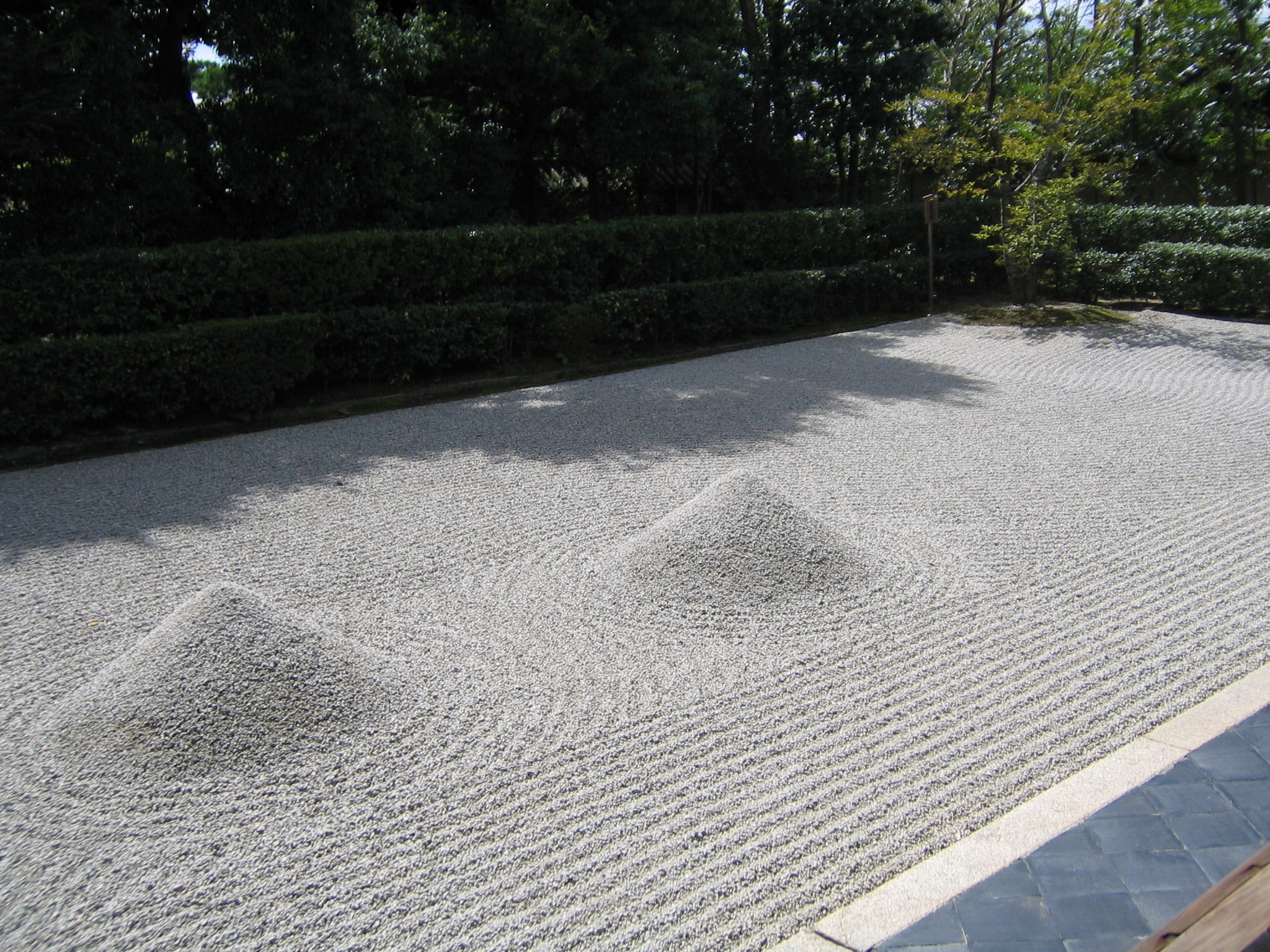
Le grand océan.

Daisen-in (en japonais, 大仙院, « l'école du grand ermite ») est un temple bouddhiste zen situé dans le nord de Kyōto. Le temple fait partie d'un ensemble de temples plus vaste dont il est un temple secondaire : le Daitoku-ji, classé trésor national du Japon.

## Origine et histoire
Le temple fut fondé en l'an 1509 de notre ère, durant la période Muromachi par Kogaku Zenji qui en dessina le jardin de pierre qui fait aujourd'hui sa renommée.
On dit que le moine bouddhiste Takuan y aurait également enseigné les points essentiels du kendō à Musashi Miyamoto.
Le prêtre aujourd'hui responsable du temple, Sōen Ozeki, est réputé auprès des touristes pour ses nombreux écrits bouddhistes.

## Temple
Actuellement encore utilisé comme lieu de prière, le temple est établi sur une surface de 100 m2 seulement. Des cours de méditation peuvent y être dispensés y compris pour les étrangers intéressés par le bouddhisme zen.

### Jardin
Dans cet espace, le jardin est situé tout autour d'un bâtiment unique. Le jardin est divisé en quatre parties qui figurent quatre représentations de paysages différents. Il a été créé comme une représentation tridimensionnelle des peintures monochromes (sumi-e) de l'époque Song et est un archétype des jardins japonais de style karesansui, c’est-à-dire les jardins de pierre secs. En effet, les mouvements de l'eau sont figurés par du gravier ratissé autour des pierres. Y est notamment visible le fleuve de la vie qui représente toutes les étapes de la vie d'un homme.
Les quatre différents jardins sont :

#### Fleuve de la vie
Situé dans le coin nord du temple ce jardin est le plus chargé et probablement le plus évocateur des peintures chinoises. On y retrouve par exemple le mont Horai. Le fleuve de la vie commence à cet endroit par une cascade sèche qui figure l'impétuosité de la jeunesse. Plus bas, le cours du fleuve se ralentit quelque peu au fur et à mesure que la vie se fait plus mature. Des pierres symbolisent les difficultés de la vie. Certaines sont choisies pour les motifs rappelant les tourbillons qui sont visibles dans le grain de la roche.

#### Tortue et bateau du trésor
Après le passage symbolique d'une porte, on arrive dans le plus petit jardin des quatre où on peut voir deux pierres particulières qui se détachent des autres: le « bateau du trésor » de taille importante, semblant descendre le courant et la « tortue » dont on ne voit que le dos qui émerge et qui semble au contraire remonter le courant. Le bateau du trésor a été rajouté au jardin en 1959 après qu'on eut vu dans les archives qu'une telle pierre était située à l'origine à cet emplacement.

#### Mer intérieure du Japon
Ce jardin, plus important, situé dans le coin nord-ouest, représente la mer du Japon.

#### Grand océan
C'est l'océan Pacifique qui est représenté ici avec deux montagnes et un arbre dans le fond symbolisant l'arbre où Bouddha trouva la sagesse comme un but à atteindre. Ce jardin est propice à la méditation.

### Bâtiment
Des peintures par Soami et Kanō Motonobu ornent l'intérieur du bâtiment.

## Accès et visites
Il faut se rendre au temple Daitoku-ji puis demander le Daisen-in. On peut déguster une tasse de thé vert à l'intérieur du temple.

## Citations
Ici et maintenant

Chaque jour de la vie est un apprentissage

Apprentissage pour moi-même

Bien que l'échec soit possible

Vivant chaque instant

L'égal de toute chose

Prêt à tout

Je suis vivant, je suis ce moment

Mon avenir est ici et maintenant

Car si je ne peux endurer ce jour

Quand et où le pourrai-je ?